# Mario González Pons
Mario González Pons fue un arqueólogo y pedagogo español conocido por su trabajo de investigación arqueológica religiosa de Madrid y su compromiso en los inicios del escultismo español con los Exploradores de España y los Scouts Hispanos.

## Biografía
Fue hijo y discípulo del arqueólogo Manuel González Simancas. Ferviente creyente católico, colaboró con Francisco Rodríguez Marín para crear un inventario artístico de arquitectura religiosa de Madrid, recorriendo a bicicleta comarcas y pueblos. Entre 1916 y 1917 participó en el Centro de Estudios Históricos, sección de arqueología.
Fue comisario general adjunto de los Exploradores de España, por real orden del Consejo de Ministros del 14 de febrero de 1927, pasando a ser vocal en 1931. Al reformarse los estatutos de 29 de julio de 1932 Mario quedó descartado como candidato en cuantas propuestas de responsabilidad a cubrir disponibles, en parte por las diferencias con los nuevos cinco comisarios generales y especialmente Juan Antonio Dimas.
Como primer director laico del Colegio Nuestra Señora del Pilar de Madrid y padre de ocho hijos, se sumó a las tesis del padre Jesús Martínez con el fin de crear una entidad que pudiera responder las inquietudes religiosas en el escutismo, y fundó los Scouts Hispanos en 1934. Fue autor del libro «Valor educativo de las asociaciones de exploradores».
En 1935 es designado funcionario de la Dirección general de Beneficencia.
Se le cita en la Gaceta de Madrid (1936) como jefe de negociado de primera clase de la Administración Civil de Orense.
Durante la guerra civil española apostó por el bando rebelde. En 1938 estando destinado en Vitoria, fue jefe del establecimiento de menores prisioneros de guerra de Ávila, haciéndose cargo de 250 jóvenes seleccionados «entre los de mejores antecedentes» con el fin de seleccionar un modelo básico de instrucción para entrenar a los militares que los custodiaban y los instructores.
El 17 de mayo de 1941 recibe la Orden Civil de Alfonso X el Sabio de España.
En 1956 convocó una reunión de profesores en el colegio del Pilar para conferenciar sobre escultismo, con el fin de proporcionar una oferta más amplia a las herramientas del claustro escolar, algo novedoso en una época cuando el escultismo estaba en suspensión de actividades, no exenta de clandestinidad. Ese sería el germen de los Scouts Católicos Españoles que posteriormente a su vez sería cuna del Movimiento Scout Católico y los Scouts Baden-Powell de España.

## Publicaciones
- Operación "Bachillerato", Laboratorio de Metodología Educativa, 1963